# Андреева против Латвии
Андреева против Латвии (55707/00) — дело в Европейском суде по правам человека.

## Обстоятельства дела
Негражданке Латвии Н. Андреевой латвийскими властями в пенсионный стаж не были засчитаны годы, проработанные в советское время на находившемся в Латвии предприятии союзного подчинения. Гражданам Латвии, согласно закону «О государственных пенсиях», такие периоды в пенсионный стаж засчитывались.
Жалоба в ЕСПЧ была подана в 2000 году и только в 2006 году признана приемлемой, в 2007 году передана в Большую палату, которая в 2008 году провела слушания по делу. Заявительницу в суде представляли члены ЛКПЧ А. Димитров и В. Бузаев.
За время рассмотрения дела в Страсбурге Конституционный суд Латвии рассмотрел заявление депутатов Сейма от ЗаПЧЕЛ и ЛСДРП на соответствующее положение закона, но не усмотрел в законе нарушений.

## Решение суда
Большая палата ЕСПЧ 18 февраля 2009 года 16 голосами против 1 (латвийская судья И. Зиемеле) признала, что была нарушена статья 14 ЕКПЧ (запрет дискриминации) в сочетании со статьей 1 протокола № 1 (право на собственность). Также суд признал (единогласно) нарушенной в ходе латвийского судопроизводства статью 6 ЕКПЧ, поскольку заседание Верховного суда началось раньше назначенного времени и поэтому состоялось без участия Андреевой. Данное решение было третьим решением по существу Большой палаты в процессах против Латвии (после дел Сливенко и Жданок).
Заявителю была присуждена компенсация в размере 6500 евро (в том числе 1500 евро — судебные издержки).

## Выполнение решения суда
Н. Андреевой была выплачена присуждённая ЕСПЧ сумма, но пенсия не была перерассчитана. В октябре 2009 года Андреева подала в суд заявление о перерасчёте пенсии, но в апреле 2010 года умерла.
По состоянию на январь 2015 года, второе предложение пункта 1 Переходных правил к закону «О государственных пенсиях», применявшееся в деле Андреевой, изменений не претерпело (поправки к нему рассматривались еще в 2009 году, но были отложены). В феврале 2011 года Конституционный суд Латвии отклонил жалобу ряда неграждан на этот пункт. Группа неграждан, подававших в КС, в августе 2011 года подала новую жалобу, в ЕСПЧ.
В 2012 году Европейская комиссия по борьбе с расизмом и нетерпимостью опубликовала доклад по Латвии, в котором указала, что «решение Конституционного суда, в лучшем случае, даёт очень узкую интерпретацию решения по делу Андреевой», и что отсутствие урегулирования для неграждан, работавших в тех республиках бывшего СССР, с которыми у Латвии нет договора о начислении пенсий, «согласно решению ЕСПЧ по делу Андреевой, является дискриминацией».
В 2013 году Консультативный комитет Рамочной конвенции о защите национальных меньшинств выразил «сожаление o тoм, что постановление 2009 года по делу Андреевой не привело к полному решению вопроса о расчёте пенсий граждан и „неграждан“» и «с интересом отметил сообщения о регистрации нового дела о расчёте пенсий в Европейском суде по правам человека после отклонения Конституционным судом в феврале 2011 года жалоб пяти „неграждан“ на соответствующие положения закона „О государственных пенсиях“».